# Journée romande de la typographie
 (juin 2023).
La Journée romande de la typographie est un événement biennal organisé depuis 1990 par Syndicom et la SGD Swiss Graphic Designers (association suisses des graphistes). Après 12 éditions organisées à Lausanne, la journée a lieu à Nyon depuis 2011.

## Éditions
| Édition | Année | Dates        | Lieu           | Intervenants |
| ------- | ----- | ------------ | -------------- | --- |
| 1er     | 1990  |              | Lausanne       | Wigger Bierma, Hans Rudolf Bosshard, Bruno Monguzzi, Werner Jeker, Roger Chatelain                                                 |
| 2e      | 1991  |              | Lausanne       | Guy Mettan, André Gürtler, Jean-Marie Charron, Roger Chatelain                                                                     |
| 3e      | 1993  | 13 novembre  | Lausanne, ERAG | Jacques Monnier-Raball (directeur de l'Ecal), Roger-Virgile Geiser, Peter Keller (ANCT), Roger Chatelain                           |
| 4e      | 1994  |              | Lausanne       | François Richaudeau, Susanna Stammbach, Jean-Pierre Graber, Roger Chatelain                                                        |
| 5e      | 1995  |              | Lausanne       | Wolfgang Weingart, Muriel Paris, Albert Gomm, Roger Chatelain                                                                      |
| 6e      | 1996  |              | Lausanne       | Gérard Blanchard, Alexandre Lüthi, Susanna Stammbach, Roger Chatelain                                                              |
| 7e      | 1997  |              | Lausanne       | Jean-François Porchez, André Jaunin, Werner Schwehr, Rodolphe Aeschlimann, Roger Chatelain                                         |
| 8e      | 2000  |              | Lausanne       | Ruedi Baur, Catherine Zask, François Rappo, Roger Chatelain                                                                        |
| 9e      | 2002  | 19 octobre   | Lausanne       | Roger Pfund, Fairouz Joudié, Roger Chatelain, Roxane Jubert                                                                        |
| 10e     | 2004  | 13 novembre  | Lausanne       | Jean Widmer, Clotilde Olyff, André Baldinger, Roger Chatelain                                                                      |
| 11e     | 2006  | 18 novembre  | Lausanne       | Roger Chatelain, Niklaus Troxler, Flavia Cocchi, Peter Knapp                                                                       |
| 12e     | 2009  | 7 novembre   | Lausanne       | Alan Marshall, Philippe Apeloig, Annette Lenz, Pierre Neumann                                                                      |
| 13e     | 2011  | 5 novembre   | Nyon           | Ralph Kaiser, Perrine Saint Martin, Schönherwehrs, Ludovic Balland                                                                 |
| 14e     | 2013  | 21 septembre | Nyon           | Ian Party & Emmanuel Rey, Bruno Maag, Thomas Huot-Marchand, Morgane Rébulard & Colin Caradec                                       |
| 15e     | 2015  | 3 octobre    | Nyon           | Clovis Vallois & Anton Studer (Nouvelle noire), Damien Gautier, Paula Troxler, Guide du typographe (Marc Augiey & Roger Chatelain) |
| 16e     | 2017  | 30 septembre | Nyon           | Exem, Erich Brechbühl, Sandrine Nugue, Kristyan Sarkis, Jean-Baptiste Levée                                                        |
| 17e     | 2019  | 28 septembre | Nyon           | Fiona Ross, Alice Savoie, Tania Prill, Silvia Francia, Master Type Design École cantonale d'art de Lausanne                        |
| 18ᵉ     | 2022  | 1er octobre  | Nyon           | Félicité Landrivon (Brigadecynophile), André Baldinger, Ian Party (newglyph), Émilie Rigaud                                        |